# Rocío Ybarra
Rocío Ybarra Solaun (nacida el 26 de diciembre de 1984 en Bilbao, Vizcaya) es una jugadora de hockey sobre hierba española. Disputó los Juegos Olímpicos Atenas 2004, Pekín 2008 y de Río de Janeiro 2016 con España, obteniendo un décimo, séptimo y octavo puesto, respectivamente.

## Participaciones en Juegos Olímpicos
- Atenas 2004, puesto 10.
- Pekín 2008, puesto 7.
- Río de Janeiro 2016, puesto 8.